# Grupul de la Visegrád

Emblema Grupului de la Visegrád

Statele membre ale Grupului de la Visegrád

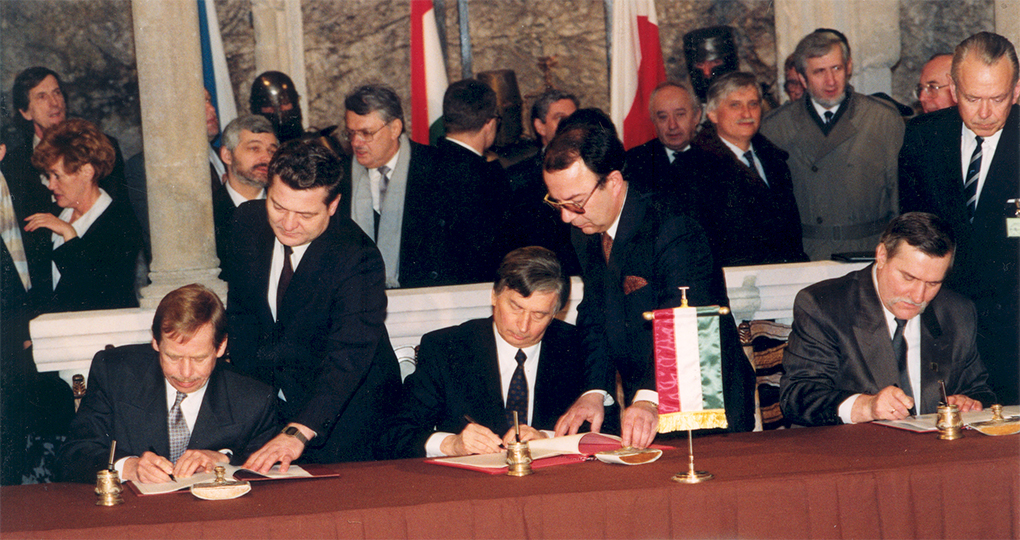
Ceremonia de semnare a declarației comune a Grupului de la Visegrád în februarie 1991

Grupul de la Visegrád, sau V4, este o organizație de cooperare formată din patru state central-europene: Cehia, Polonia, Slovacia și Ungaria, asociere similară uniunii economice vest-europene Benelux. La 15 februarie 1991, în cetatea medievală Visegrád din Ungaria, Václav Havel - președintele Cehoslovaciei, Lech Wałęsa - președintele Poloniei și József Antall - primul ministru al Ungariei au semnat o declarație comună prin care își asigurau sprijin reciproc în vederea integrării politice și economice în Uniunea Europeană. De asemenea, prin același document au fost puse bazele unei strânse cooperări regionale între statele semnatare. România a ratat aderarea la acest grup, din cauza evenimentelor din 1990 (mineriadele și conflictul interetnic de la Târgu Mureș), refuzul fiind comunicat direct lui Ion Iliescu. 

## Istorie
Acest grup poate fi considerat, din punct de vedere istoric, reînnoirea unui acord din 1335 între regii Ioan cel Orb al Boemiei, Cazimir al III-lea al Poloniei și Carol Robert de Anjou al Regatului Ungariei, care au convenit să creeze noi căi comerciale pentru ocolirea orașului Viena și obținerea accesului la alte piețe europene. Recunoașterea suveranității cehe asupra Ducatului din Silezia a fost, de asemenea, confirmată. Al doilea Congres a avut loc în 1339, unde s-a decis ca după moartea lui Cazimir al III-lea al Poloniei, fiul lui Carol Robert de Anjou, Ludovic I al Ungariei, să devină rege al Poloniei.

## Economie
Cele patru țări din Grupul Visegrád sunt țări cu venituri mari, cu un indice de dezvoltare umană înalt. Se bucură de o creștere economică mai mult sau mai puțin constantă de peste un secol. În 2009, Slovacia a adoptat moneda euro ca monedă oficială și este singurul membru din grup care a făcut acest lucru. Dacă ar fi considerat un stat național unic, Grupul Visegrád ar fi, ca stat, al cincilea cu cea mai mare economie din Europa și al 12-lea ca mărime din lume.

### Cehia

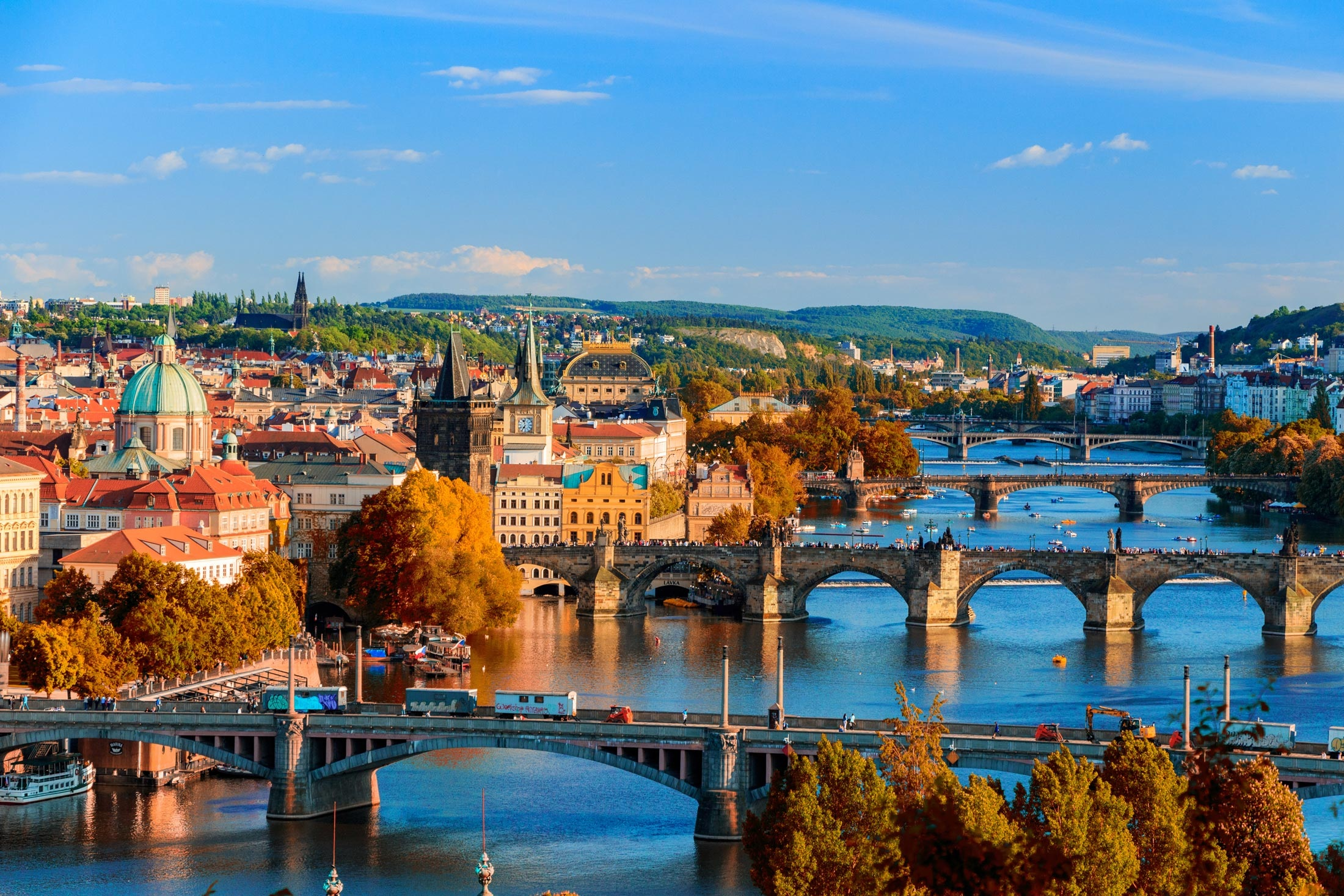
Praga, Republica Cehă

Economia Republicii Cehe este a doua cea mai mare a grupului (PIB-ul în 2019 a fost de 245.226 milioane dolari. Valoarea absolută a PIB-ului în Republica Cehă a crescut cu 29.312 milioane dolari față de 2018). În cadrul V4, Republica Cehă are cel mai mare Indice a dezvoltării umane, Indicele capitalului uman, PIB nominal pe cap de locuitor, precum și PIB-ul (PPC) pe cap de locuitor.

### Ungaria

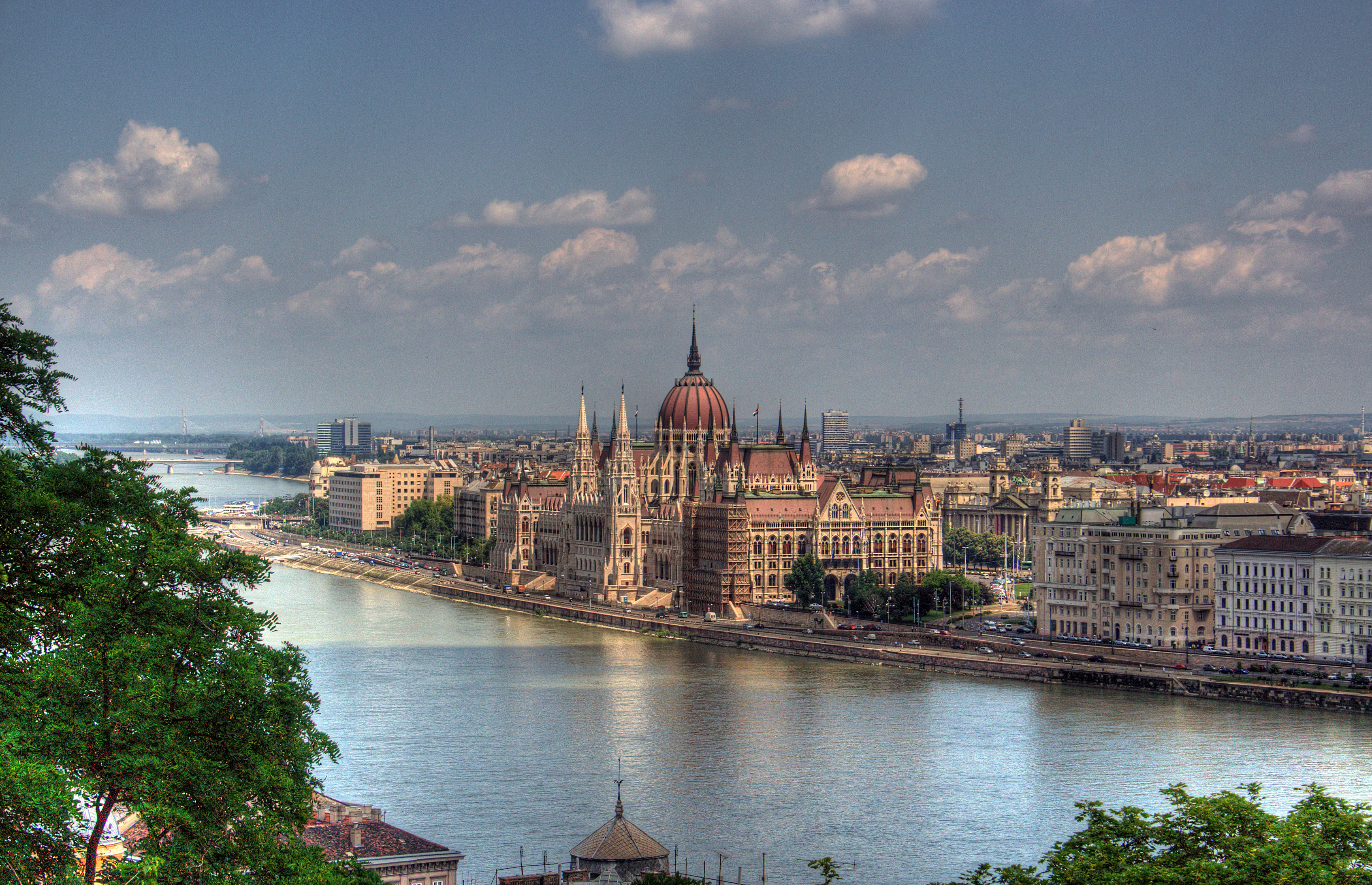
Budapesta, Ungaria

Ungaria are a treia cea mai mare economie din grup (PIB total de 350.000 miliarde de dolari SUA, al 53-lea loc în lume). Ungaria a fost una dintre țările cele mai dezvoltate economii din Blocul de Est. Din 1989, cu aproximativ 18 miliarde de dolari în investiții străine directe (ISD), Ungaria a atras mai mult de o treime din toate investițiile străine directe în Europa Centrală și de Est, inclusiv în fosta Uniune Sovietică.  Aproximativ 6 miliarde de dolari au  fost investite de  companii americane. Acum este un stat agro-industrial. Principalele industrii sunt  ingineria mecanică (automobile, autobuze), industria chimică, electrică, textilă și alimentară. 
Principalele sectoare ale industriei Ungariei sunt industria grea (minerit, metalurgie, producția de mașini și oțel), producția de energie, inginerie mecanică, produse chimice, industria alimentară și producția de automobile. Industria cea mai dezvoltată este ingineria mecanică, urmată de industria chimică (materiale plastice, produse farmaceutice), în timp ce industria minieră, a metalelor și a textilelor pare să-și fi pierdut importanța în ultimele două decenii. În ciuda unui declin semnificativ în ultimele decenii, industria alimentară asigură în continuare până la 14% din producția industrială totală și reprezintă 7-8% din exporturile țării.

### Polonia

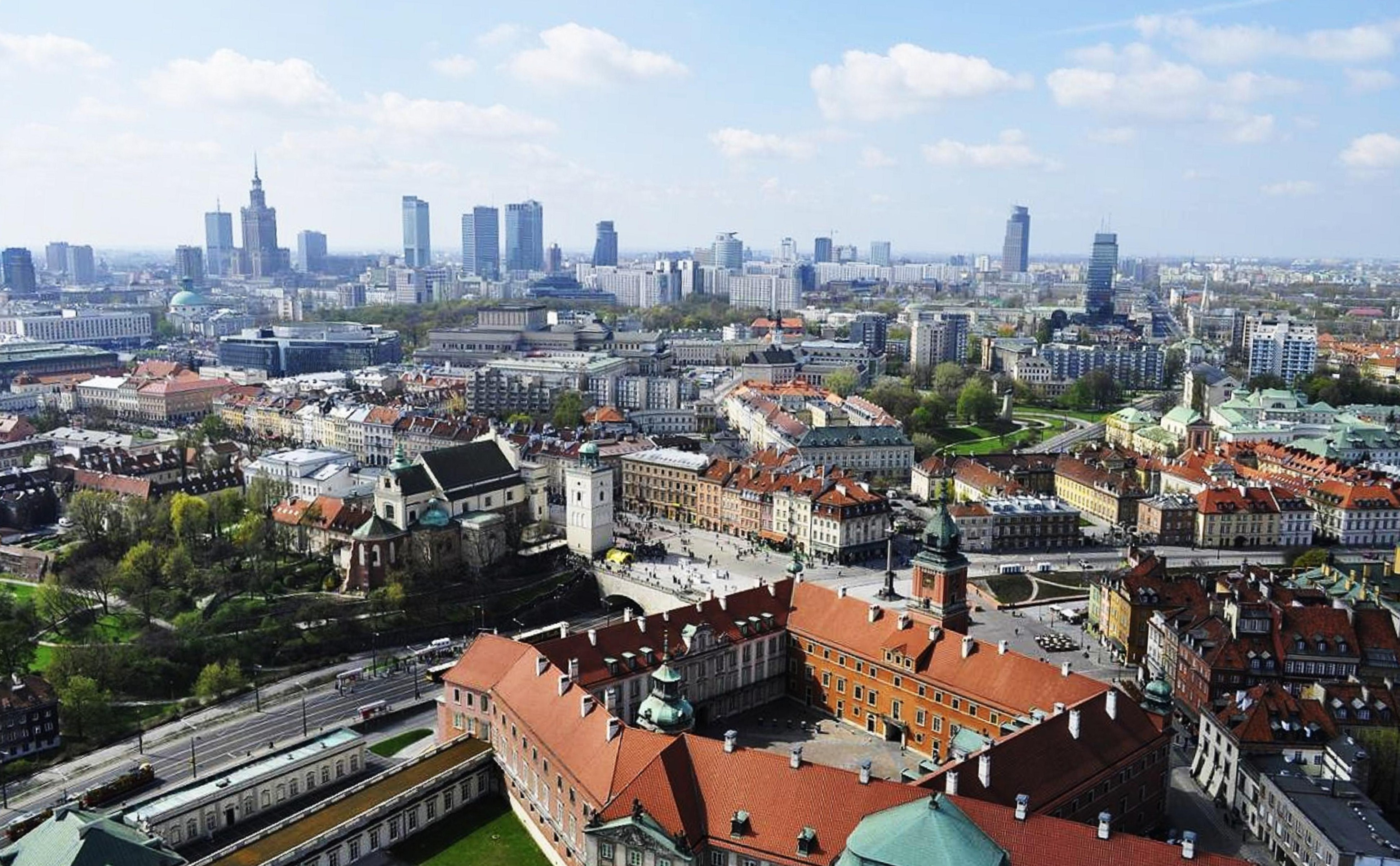
Varșovia, Polonia

Polonia are cea mai mare economie din regiune (PIB-ul total în PPP este de 1,353 trilioane de dolari SUA, ocupă locul 22 în lume). Potrivit Organizației Națiunilor Unite și Băncii Mondiale, Polonia este o țară cu venituri înalte  și un nivel de viață dezvoltat. Economia poloneză este a șasea ca mărime din UE și una dintre economiile cu cea mai rapidă creștere din Europa, cu o rată anuală de creștere de peste 3,0% înainte de recesiunea de la sfârșitul anilor 2000. Polonia este singurul membru al Uniunii Europene care a evitat o scădere a PIB-ului, iar în 2009 a creat cea mai mare creștere a PIB-ului din UE. Din decembrie 2009, economia poloneză nu a intrat în recesiune și nici nu s-a contractat. Potrivit Oficiului Central de Statistică al Poloniei, în 2011 rata de creștere economică a Poloniei a fost de 4,3%, ceea ce este cel mai bun rezultat din întreaga UE. Cea mai mare componentă a economiei sale este sectorul serviciilor (67,3%), urmat de industrie (28,1%) și agricultură (4,6%). După creșterea investițiilor private și a asistenței financiare a UE, infrastructura Poloniei s-a dezvoltat rapid.
Principalele industrii din Polonia sunt mineritul, ingineria mecanică (autoturisme, autobuze, nave), metalurgia, produsele chimice, produsele electrice, textilele și prelucrarea alimentelor. Sectoarele tehnologice și IT au crescut, de asemenea, cu ajutorul unor investitori precum Google, Toshiba, Dell, GE, LG și Sharp. Polonia este un producător de numeroase dispozitive și componente electronice.

### Slovacia

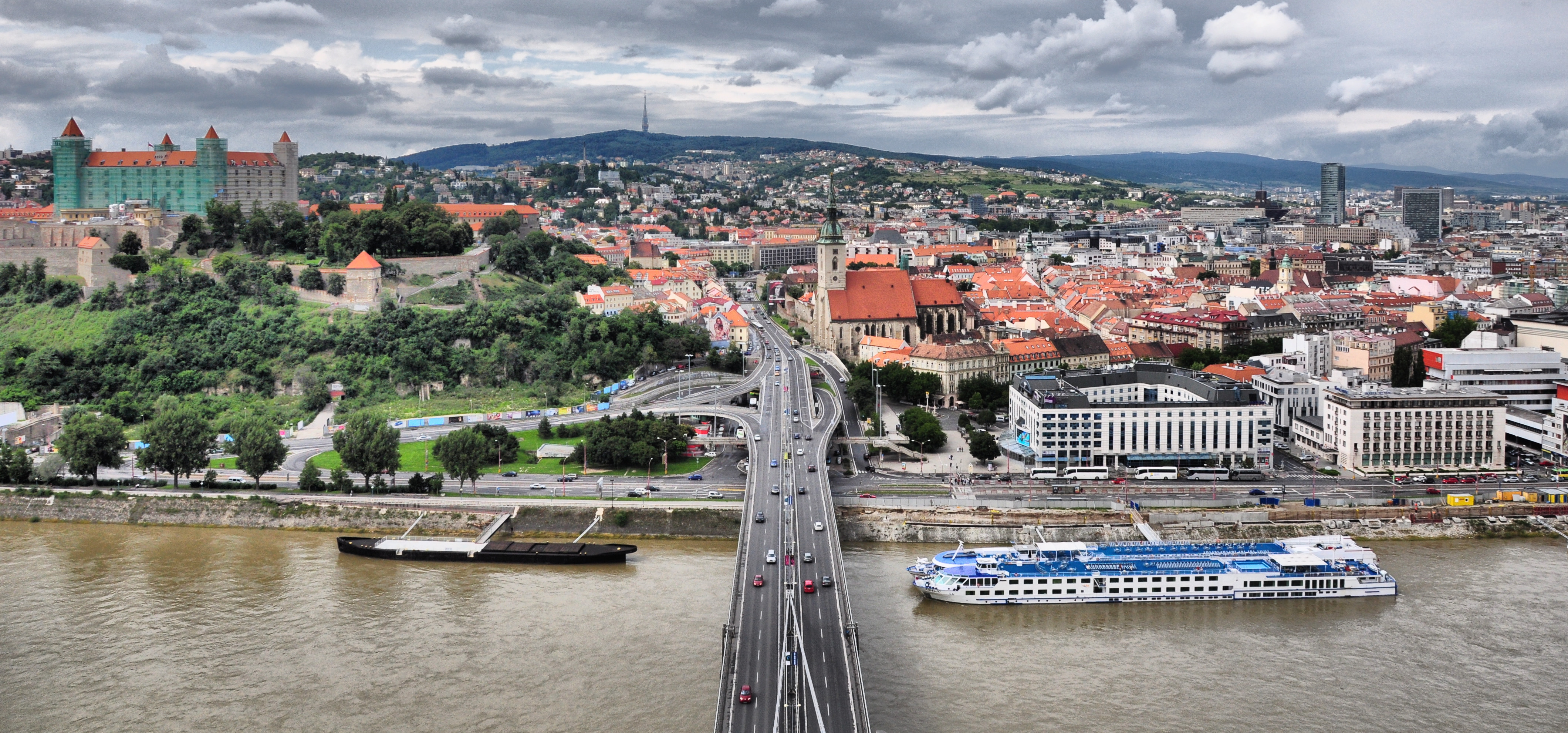
Bratislava, Slovacia

Cea mai mică, dar încă semnificativ puternică economie V4 este economia Slovaciei (PIB total 209.186 miliarde USD, locul 68 în lume).

## Liderii actuali

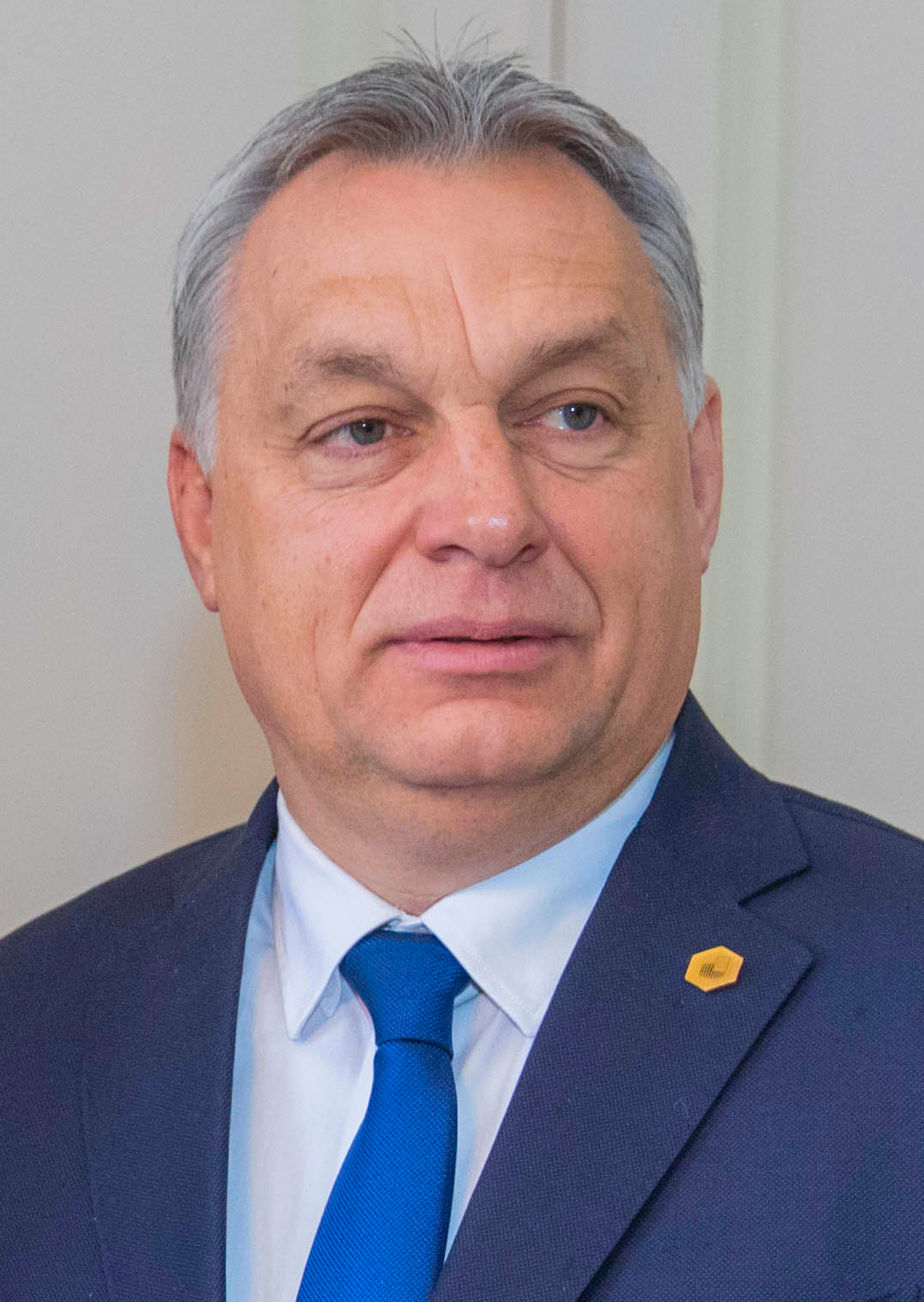
Ungaria Viktor Orbán Prim-ministru al Ungariei
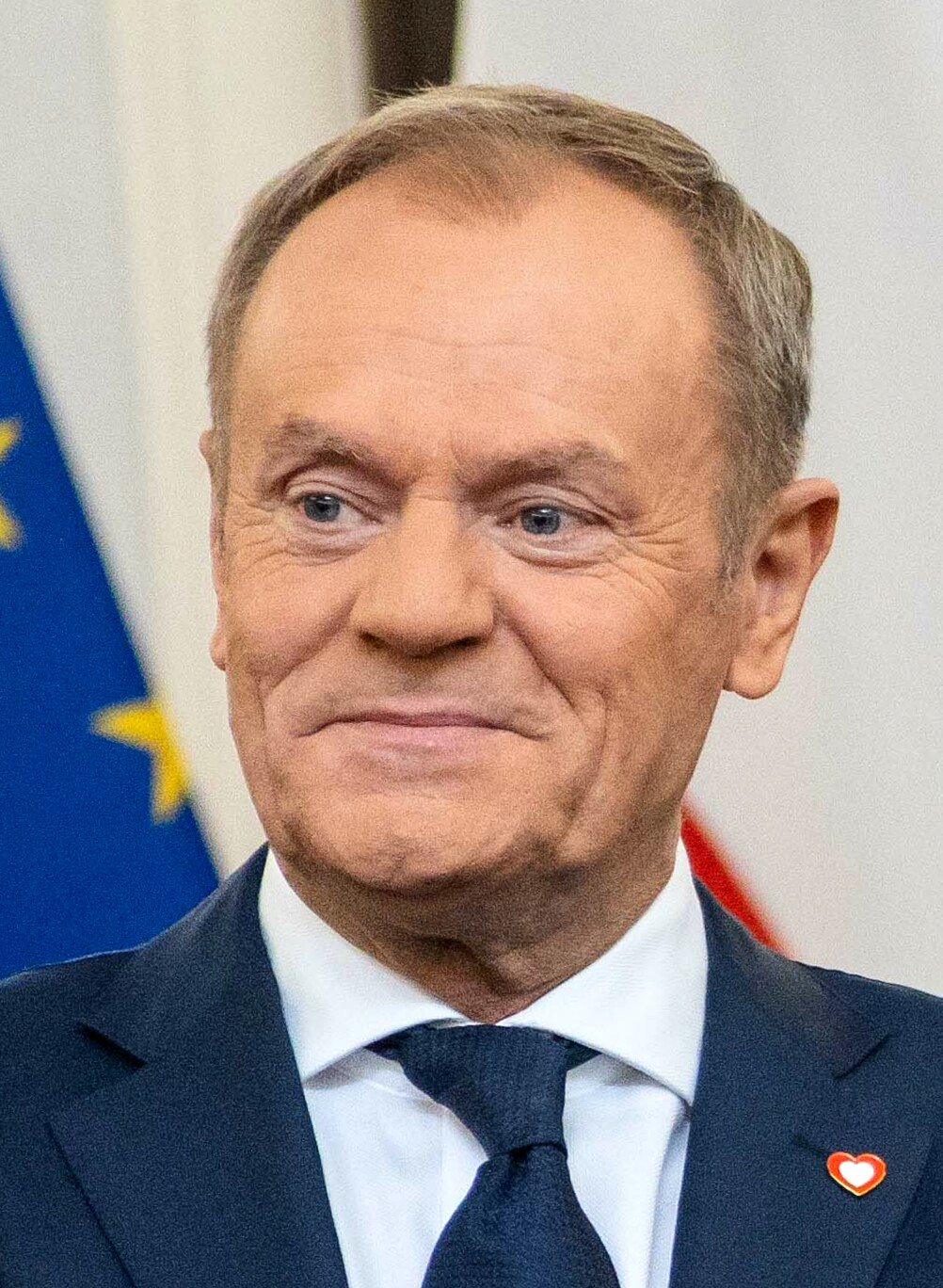
Polonia Donald Tusk Prim-ministru al Poloniei
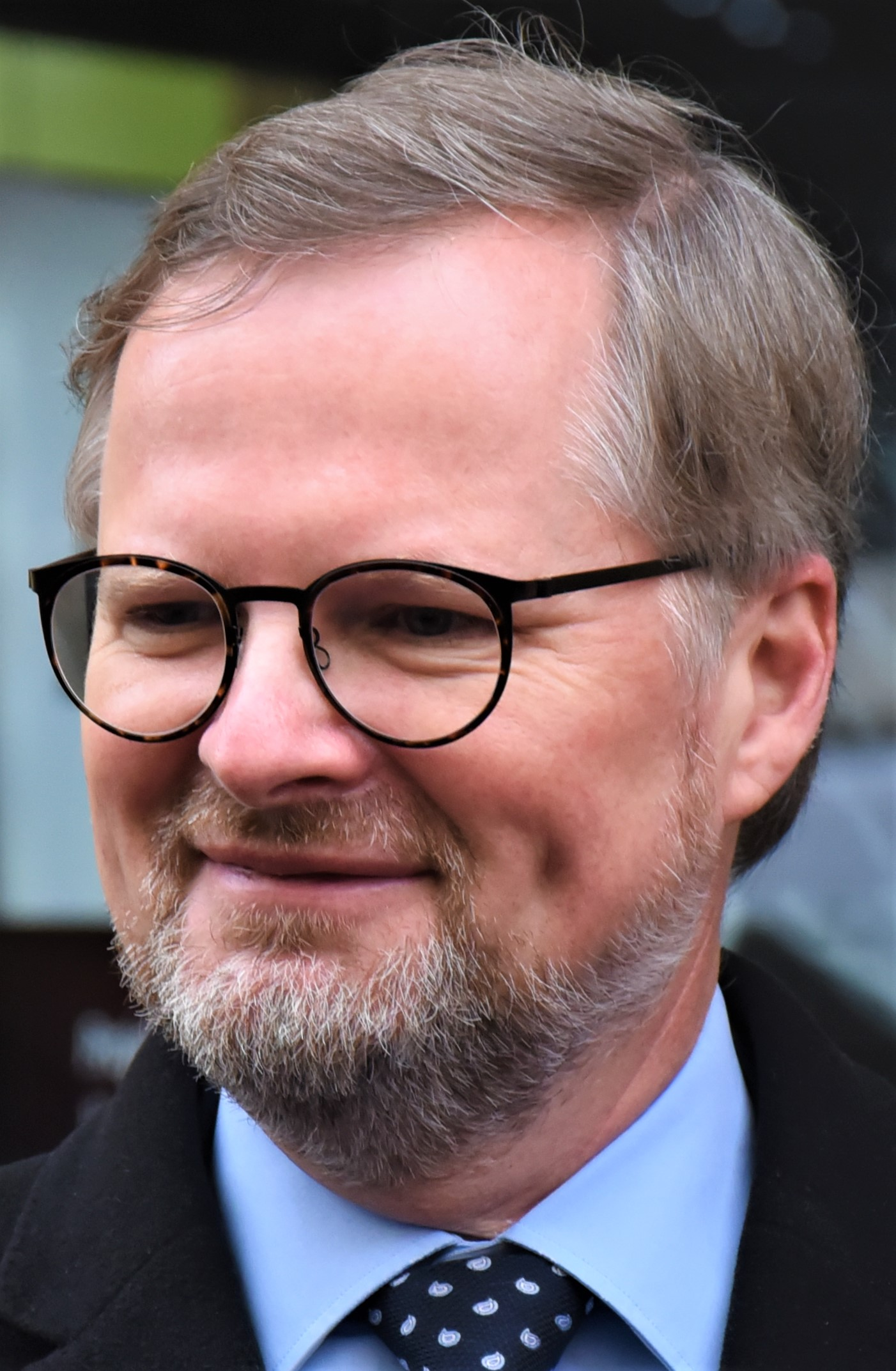
Cehia Petr Fiala Prim-ministru al Cehiei
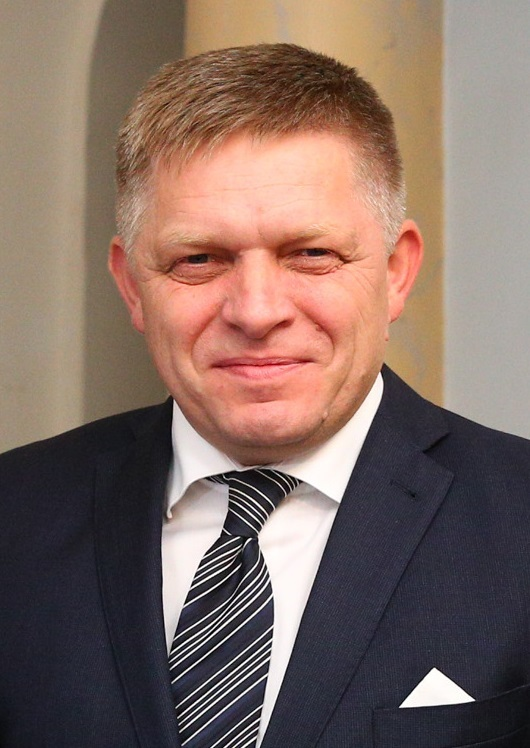
Slovacia Robert Fico Prim-ministru al Slovaciei

## Cooperarea militară
În ciuda apartenenței la NATO, securitatea colectivă este una dintre preocupările de bază ale grupării. Din cauze istorice, în mare parte a unui comportament tensionat față de Rusia, aceasta reprezintă astăzi unul dintre domeniile de activitate. Între timp au mai intervenit terorismul și Criza refugiaților în Europa în prim-plan.
La întâlnirea din 12 mai 2011, din Levoča, au fost dezbătute posibilitățile constituirii unui Grup de luptă al Uniunii Europene până în anul 2016. Entitatea creată ar avea o forță armată de câteva batalioane și s-ar afla sub conducerea militară a Poloniei. Adunarea trupelor de luptă până în 2016 a fost decisă printr-o sesiune extraordinară a Ministerului Apărării de la Varșovia, pe data de 6 martie 2013.

## Rotațiile conducerii

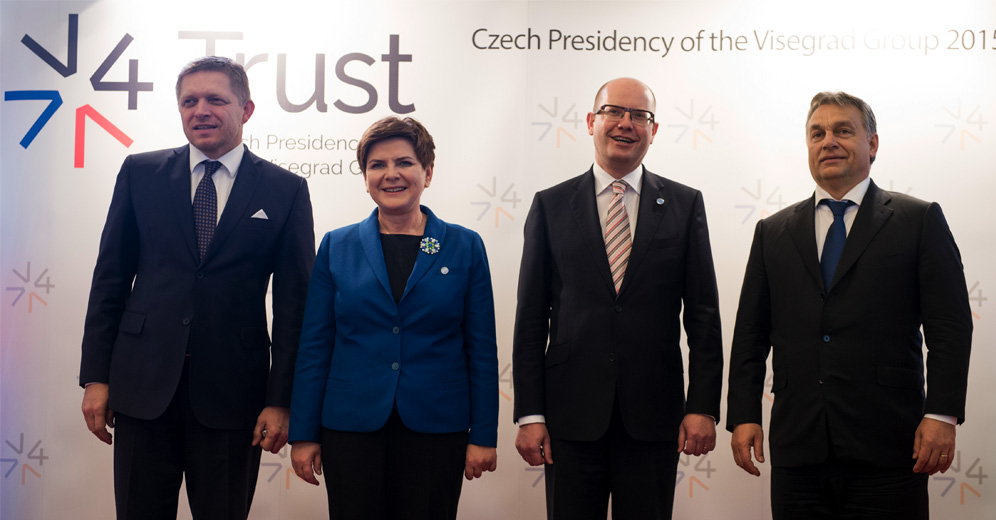
Întâlnirea liderilor Grupului de la Visegrád în Praga

Țara care deține președinția Grupului se schimbă în fiecare an, în luna iulie:
- 1991–1992 Republica Federativă  Cehă și Slovacă
- 1992–1993 Polonia
- 1993–1994 Ungaria
- 1994–1995 Slovacia
- 1995–1996 Cehia
- 1996–1997 Polonia
- 1997–1998 Ungaria
- 1998–1999 Slovacia
- 1999–2000 Cehia
- 2000–2001 Polonia
- 2001–2002 Ungaria
- 2002–2003 Slovacia
- 2003–2004 Cehia
- 2004–2005 Polonia
- 2005–2006 Ungaria
- 2006–2007 Slovacia
- 2007–2008 Cehia
- 2008–2009 Polonia
- 2009–2010 Ungaria
- 2010–2011 Slovacia
- 2011–2012 Cehia
- 2012–2013 Polonia
- 2013–2014 Ungaria
- 2014–2015 Slovacia
- 2015–2016 Cehia
- 2016–2017 Polonia
- 2017–2018 Ungaria
- 2018–2019 Slovacia
- 2019–2020 Cehia
- 2020–2021 Polonia
- 2021–2022 Ungaria
- 2022–2023 Slovacia
- 2023–2024 Cehia
- 2024–2025 Polonia

## Cooperare
Grupul de la Visegrád cooperează cu alte organe regionale, precum și cu alte țări. Uniunea Economică a Beneluxului, țările Consiliului Nordic de Miniștri, țările Parteneriatului Estic al UE și Balcanii de Vest se numără printre prioritățile Grupului. 

## Perspective de extindere
Se discută  intrarea Austriei în Grupul de la Visegrád. Anterior se vehicula despre aderarea la grup a  Sloveniei.

## Relațiile cu vecinii

### Uniunea Europeană
Toate țările grupului de la Visegrád sunt state-membre ale Uniunii Europene de la extinderea din 2004 și sunt, de asemenea, membri ai spațiului Schengen din 2007.

#### Austria
Austria este țara vecină din sud-vestul Grupului Visegrád. Republica Cehă, Slovacia și Austria au lansat formatul Austerlitz pentru cele trei țări la începutul anului 2015. Prima întâlnire în acest format a avut loc pe 29 ianuarie 2015 în Slavkov u Brna (în germană Austerlitz), Republica Cehă. Petr Drulák, vice-ministrul de externe al Republicii Cehe, a subliniat că formatul Austerlitz este un proiect pentru lărgirea Grupului de la Visegrád.
Partidul Libertății din Austria  și-a exprimat dorința de a coopera cu Grupul de la Visegrád.
Cancelarul și liderul Partidului Popular Austriac Sebastian Kurz vroia să construiască poduri între est și vest.

#### Germania
Germania, vecina occidentală a grupului de la Visegrád, este un partener economic cheie. Din 2018, fluxurile comerciale și de investiții ale Germaniei cu V4 sunt mai mari decât cu China.

#### România
Pe 24 aprilie 2015, Bulgaria, România și Serbia au înființat Grupul de la Craiova. Ideea creării grupului îi aparține lui Victor Ponta, fost prim-ministrul României, fiind  inspirat de Grupul de la Visegrád. În octombrie 2017 Grecia s-a alăturat  la Grupului de la Craiova.
România a fost invitată anterior să participe la Grupul de la Visegrád. Cu toate acestea, mai mulți politicieni români au privit această posibilitate cu scepticism, întrucât politicile iliberale ale grupului diferă de interesele pro-europene ale României.

### Non-UE
Ungaria, Polonia și Slovacia se învecinează în partea de est cu Ucraina. Polonia se învecinează în partea de nord-est cu Belarus și Kaliningrad. Republica Cehă este pe deplin înconjurată de alți membri ai UE. Ungaria se învecinează cu sudul Serbiei, care este stat candidat pentru aderarea la UE.

#### Ucraina
Ucraina, vecină cu V4, care nu este stat-membru al UE, este unul dintre cei mai mari beneficiari ai sprijinului Fondului Internațional Visegrád și primește asistență din partea Grupului de la Visegrád pentru aspirațiile sale de  integrare europeană.

### Alte grupuri din Europa Centrală
- Inițiativa Central Europeană
- Inițiativa celor Trei Mări

### Grupuri similare
- Grupul de la Craiova

### Alte
- Europa Centrală
- Europa Centrală și de Est